# МГ-31
МГ-31  — советский авиационный звездообразный 9-цилиндровый двигатель, спроектированный в Отделе бензиновых двигателей НИИ АД ГВФ под руководством М. А. Коссова. «МГ» расшифровывается как «мотор гражданский». Устанавливался на серийных пассажирских самолетах «Сталь-2»
Первые образцы были изготовлены в 1934 году, но государственные испытания успешно были выдержаны лишь в 1936 году. С 1936 года МГ-31 серийно выпускался заводом № 82, с конца 1937 года его сменил усовершенствованный МГ-31Ф. В общей сложности изготовили 129 экземпляров.

## Конструкция
Двигатель МГ-31 представлял собой 9-цилиндровый звездообразный четырёхтактный поршневой двигатель воздушного охлаждения. Редуктор отсутствовал. Наддув осуществлялся односкоростным ПЦН. Многие детали были унифицированы с двигателем М-11. А с другими двигателями серии «МГ» доля взаимозаменяемых деталей доходила до 90 %.
Двигатель оснащался карбюратором К-17, на ранних моторах ставился также импортный Зенит 60DCL.

## Модификации
Существовали следующие модификации двигателя:
- МГ-31 — выпускался серийно с 1936 г. Мощность 270/320 л. с. Реально получена мощность номинальная — 270 л. с., максимальная — 310 л. с. Вес двигателя составил 247 кг.
- МГ-31А — усовершенствованный опытный образец 1936 года.
- МГ-31Н — опытный вариант с непосредственным впрыском.
- МГ-31Ф — форсированный вариант. Мощность 270/335 л. с., вес 250 кг.
- МГ-31ФН — опытный образец 1937 г., применение непосредственного впрыска к мотору М-31Ф.
- МГ-31Ф2 — опытный образец, проходил заводские испытания.

## Применение
Двигатель МГ-31 устанавливался на следующих серийных самолётах:
- Сталь-2

на опытных самолётах:
- УТИ-5 (НВ-2бис)
- У-5 (ЛШ)
- МА-1
- Ш-7
- ЛИГ-8
- ДКЛ
- РАФ-11, РАФ-11бис

на опытном вертолете «Омега-II».